# 63. п. н. е.

## Догађаји
- Након што му је властити син Фарнак прешао на страну Римљана, понтски краљ Митридат VI врши самоубиство, чиме завршава Трећи митридатски рат. Римљани анектирају половину Понта, док у остатку остављају Фарнака као клијентског владара.
- Римска војска под Помпејом заузима Феникију, Келесирију и Јудеју.
- Спречена друга Катилинина завера против Римске републике.

## Рођења
- 23. септембар — Октавијан Август, први римски цар (у. 14. н. е.)
- Дидим, грчки граматичар (у. око 10. н. е.)
- Марко Випсаније Агрипа, римски државник и генерал (у. 12. п. н. е.)

## Смрти
- Митридат VI, краљ Понта (р. 135. п. н. е.)